# Kinosternon baurii
Espèce
Synonymes
- Kinosternon bauri palmarum Stejneger, 1925

Statut de conservation UICN

 LC  : Préoccupation mineure
Kinosternon baurii, communément appelée tortue de boue rayée, est une espèce de tortues de la famille des Kinosternidae.

## Description
Elles sont aquatiques mais elles passent beaucoup de temps sur la terre ferme. Elle hiberne sous les feuilles mortes en sol humide.

## Répartition
Cette espèce est endémique des États-Unis. Elle se rencontre en Floride, en Géorgie, en Caroline du Nord, en Caroline du Sud et en Virginie. Sa présence est incertaine en Alabama.

## Régime alimentaire

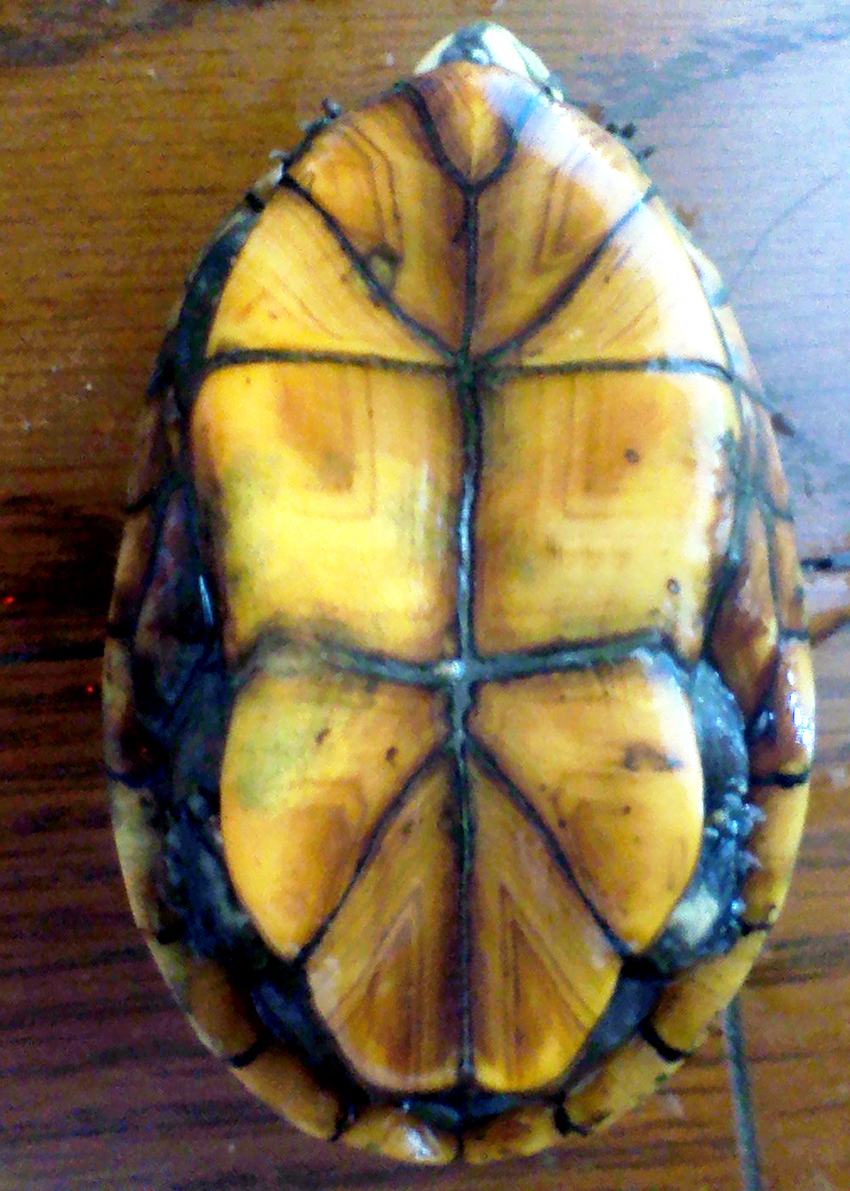

Omnivore, elle mange des végétaux, des poissons mais aussi de petits invertébrés. Elle se nourrit dans la boue.

## Reproduction
La femelle est plus grande que le mâle.
La femelle atteint sa maturité sexuelle à 5-6 ans. La nidification est de juillet à début octobre. Elle fait en moyenne 1 à 4 œufs qui éclosent en 3 à 4 mois.

## Étymologie
Cette espèce est nommée en l'honneur de Georg Baur.

## Publication originale
- Garman, 1891 : On a tortoise found in Florida and Cuba, Cinosternum baurii.  Bulletin of the Essex Institute, vol. 23, p. 141–144 (texte intégral).